# Xã Soldier, Quận Shawnee, Kansas
Xã Soldier (tiếng Anh: Soldier Township) là một xã thuộc quận Shawnee, tiểu bang Kansas, Hoa Kỳ. Năm 2010, dân số của xã này là 14.732 người.